# Дрімлюга міомбовий
Дрімлюга міомбовий (Caprimulgus pectoralis) — вид дрімлюгоподібних птахів родини дрімлюгових (Caprimulgidae). Мешкає в Африці на південь від екватора.

## Опис
Довжина птаха становить 23-25 см, самці важать 34-70 г, самиці 38-66 г. Забарвлення пістряве. Тім'я поцятковане чорними смугами, скроні рудувато-коричневі, на шиї рудувато-коричневий "комір". На горлі з боків білі плями. Спина сіра, поцяткована двома рядами чітких чорних плям. У самців на 4 першорядних махових перах є білі плями, помітні в польоті, на крайніх стернових перах є білі плями. Покривні пера крил поцятковані дрібними білими плямками.

## Підвиди
Виділяють чотири підвиди:
- C. p. shelleyi Barboza du Bocage, 1878 — від Анголи і півдня ДР Конго до південно-східної Кенії, центральної Танзанії і північного Малаві;
- C. p. fervidus Sharpe, 1875 — від південної Анголи і північної Намібії до Зімбабве і півночі ПАР;
- C. p. crepusculans Clancey, 1994 — від південного сходу Зімбабве і Мозамбіку до сходу ПАР;
- C. p. pectoralis Cuvier, 1816 — південь ПАР.

Рудогорлі і гірські дрімлюги раніше вважалися консспецифічними з міомбовим дрімлюгою.

## Поширення і екологія
Міомбові дрімлюги поширені від узбережжя Кенії і центральної Анголи до півдня Південно-Африканської Республіки. Вони живуть в саванах міомбо і мопане, в рідколіссях і чагарникових заростях, на луках, полях і пасовищах, в садах і на плантаціях. Зустрічаються на висоті до 2000 м над рівнем моря. Живляться комахами, яких ловлять в польоті. В Анголі сезон розмноження триває з серпня по вересень, в Замбії і Малаві з вересня по листопад.